# Saison 1973-1974 des Celtics de Boston
La saison 1973-1974 des Celtics de Boston est la 28e saison de basket-ball de la franchise américaine de la National Basketball Association (généralement désignée par le sigle NBA).
Les Celtics jouent toutes leurs rencontres à domicile au Boston Garden. Entraînée par l'octuple champion NBA, Tom Heinsohn, l'équipe termine la saison régulière première de la division Atlantique et de la Conférence Est.
Les Celtics gagnent leur 12e titre NBA en battant en finale les Bucks de Milwaukee quatre victoires à trois. Tom Heinsohn devient le second joueur des Celtics, après Bill Russell, à gagner le titre NBA comme entraineur après l'avoir gagné comme joueur. Pour sa part Red Auerbach gagne son premier titre en tant que président après en avoir gagné sept comme entraineur.

## Classements de la saison régulière
| Conférence Est | Conférence Est         | Conférence Est | Conférence Est | Conférence Est |
| No             | Franchise              | Vic.           | Déf.           | PCT            |
| -------------- | ---------------------- | -------------- | -------------- | -------------- |
| 1              | Celtics de Boston      | 56             | 26             | 68.3           |
| 2              | Knicks de New York     | 49             | 33             | 59.8           |
| 3              | Bullets de la Capitale | 47             | 35             | 57.3           |
| 4              | Braves de Buffalo      | 42             | 40             | 51.2           |
|                |                        |                |                |                |
| 5              | Hawks d'Atlanta        | 35             | 47             | 42.7           |
| 6              | Rockets de Houston     | 32             | 50             | 39.0           |
| 7              | Cavaliers de Cleveland | 29             | 53             | 35.4           |
| 8              | 76ers de Philadelphie  | 25             | 57             | 30.5           |

| Division Atlantique   | V  | D  | PCT  | GB |
| --------------------- | -- | -- | ---- | -- |
| Celtics de Boston     | 56 | 26 | 68.3 | -  |
| Knicks de New York    | 49 | 33 | 59.8 | 7  |
| Braves de Buffalo     | 42 | 40 | 51.2 | 14 |
| 76ers de Philadelphie | 25 | 57 | 30.5 | 31 |

## Effectif
- Don Chaney (Arrière)
- Dave Cowens (Pivot)
- Steve Downing (Ailier Fort)
- Hank Finkel (Pivot)
- Phil Hankinson (Ailier Fort)
- John Havlicek (Ailier)
- Steve Kuberski (Pivot)
- Don Nelson (Ailier)
- Paul Silas (Pivot)
- Paul Westphal (Meneur)
- Jo Jo White (Meneur)
- Art Williams (Meneur)

## Historique

### Saison régulière
Les Celtics de Boston réalisent une saison plus que correcte avec un bilan de 56 victoire pour 26 défaites, ils finissent 1er de la conférence Est.

### All-Star Game
Cette saison, 3 joueurs des Celtics sont sélectionnés pour jouer le All-Star Game :
- John Havlicek (9e participation)
- Jo Jo White (4e participation)
- Dave Cowens (3e participation)

### Playoffs
Au premier tour, les Celtics s'imposent 4 victoires à 2 face aux Braves de Buffalo menés par Bob McAdoo, à plus de 30 points par match.
En finale de conférence, les Celtics s'imposent 4 victoires à 1 face aux Knicks de New York, champion en titre, sans trop de difficulté.
Les Finales NBA 1974 les opposent aux Bucks de Milwaukee, menés par le pivot Kareem Abdul-Jabbar. Les Celtics s's'imposent en 7 matchs, John Havlicek est élu MVP des Finales.

### Finales NBA

#### Match 1
| 28 avril 1974 | Rapport | Celtics de Boston 98, Bucks de Milwaukee 83        | Celtics de Boston 98, Bucks de Milwaukee 83 | Celtics de Boston 98, Bucks de Milwaukee 83 |  | BMO Harris Bradley Center, Milwaukee Affluence : 10 938 |
| 28 avril 1974 | Rapport | Score par quart-temps : 35-19, 17-23, 17-19, 29-22 |                                             |                                             |  | BMO Harris Bradley Center, Milwaukee Affluence : 10 938 |
| 28 avril 1974 | Rapport | John Havlicek 26                                   | Points                                      | Kareem Abdul-Jabbar 35                      |  | BMO Harris Bradley Center, Milwaukee Affluence : 10 938 |
| 28 avril 1974 | Rapport | Boston mène la série 1 à 0                         |                                             |                                             |  | BMO Harris Bradley Center, Milwaukee Affluence : 10 938 |

Avant le début de la série, le meneur des Bucks Lucius Allen annonce son forfait pour la série dû à une blessure au genou. Dans ce match, les Celtics en profitent pour harceler la star vieillissante de 35 ans Oscar Robertson, le remplacement d'Allen. Les Celtics ont pris les devants 35-19 au premier quart-temps et n'ont jamais été rattrapés pour gagner 98-83 à Milwaukee. Kareem Abdul-Jabbar a marqué 35 points pour les Bucks.

#### Match 2
| 30 avril 1974 | Rapport | Celtics de Boston 96, Bucks de Milwaukee 105                  | Celtics de Boston 96, Bucks de Milwaukee 105 | Celtics de Boston 96, Bucks de Milwaukee 105  | OT | BMO Harris Bradley Center, Milwaukee Affluence : 10 938 |
| 30 avril 1974 | Rapport | Score par quart-temps : 24-23, 17-32, 25-22, 24-13, OT : 6-15 |                                              |                                               | OT | BMO Harris Bradley Center, Milwaukee Affluence : 10 938 |
| 30 avril 1974 | Rapport | Jo Jo White 25 Dave Cowens 11                                 | Points Rebonds                               | Kareem Abdul-Jabbar 36 Kareem Abdul-Jabbar 15 | OT | BMO Harris Bradley Center, Milwaukee Affluence : 10 938 |
| 30 avril 1974 | Rapport | Égalité dans la série 1 à 1                                   |                                              |                                               | OT | BMO Harris Bradley Center, Milwaukee Affluence : 10 938 |

Kareem Abdul-Jabbar marque 36 points, mais plus important encore, il a fallu plus d'un rôle dans la gestion offensive des Bucks de son poste, compte tenu de leurs problèmes en zone arrière. Son décalage permet à Bob Dandridge de marquer 24 points.
Dans une fin de match très défensive, Abdul-Jabbar limite le pivot adverse Dave Cowens à une réussite de 3 sur 13 aux tirs, réussissant notamment sur ce dernier un contre à la fin du temps réglementaire pour forcer la prolongation. Les Bucks gagnant en prolongation, 105-96, pour égaliser dans la série à un match partout avant de se rendre à Boston.
Ce match, joué le mardi 30 avril, est le dernier match d'une série finale joué au mois d'avril[réf. nécessaire].

#### Match 3
| 3 mai 1974 | Rapport | Bucks de Milwaukee 83, Celtics de Boston 95        | Bucks de Milwaukee 83, Celtics de Boston 95 | Bucks de Milwaukee 83, Celtics de Boston 95 |  | Boston Garden, Boston Affluence : 10 938 |
| 3 mai 1974 | Rapport | Score par quart-temps : 13-32, 23-19, 22-26, 24-18 |                                             |                                             |  | Boston Garden, Boston Affluence : 10 938 |
| 3 mai 1974 | Rapport | Kareem Abdul-Jabbar 26 Abdul-Jabbar, Warner 10     | Points Rebonds                              | Dave Cowens 30 John Havlicek 12             |  | Boston Garden, Boston Affluence : 10 938 |
| 3 mai 1974 | Rapport | Boston mène la série 2 à 1                         |                                             |                                             |  | Boston Garden, Boston Affluence : 10 938 |

Dave Cowens décide de tirer davantage de l'extérieur et marque 30 points, mais son temps de jeu est réduit à 32 minutes en raison de ses fautes personnelles. Pour pallier Cowens, les Celtics font jouer Hank Finkel (rarement utilisé) qui fait un travail admirable en défense sur Abdul-Jabbar, qui terminent avec seulement 26 points.

#### Match 4
| 5 mai 1974 | Rapport | Bucks de Milwaukee 97, Celtics de Boston 89        | Bucks de Milwaukee 97, Celtics de Boston 89 | Bucks de Milwaukee 97, Celtics de Boston 89 |  | Boston Garden, Boston Affluence : 10 938 |
| 5 mai 1974 | Rapport | Score par quart-temps : 28-27, 21-12, 21-26, 27-24 |                                             |                                             |  | Boston Garden, Boston Affluence : 10 938 |
| 5 mai 1974 | Rapport | Kareem Abdul-Jabbar 34 Kareem Abdul-Jabbar 14      | Points Rebonds                              | John Havlicek 33 Paul Silas 12              |  | Boston Garden, Boston Affluence : 10 938 |
| 5 mai 1974 | Rapport | Égalité dans la série 2 à 2                        |                                             |                                             |  | Boston Garden, Boston Affluence : 10 938 |

Avec Ron Williams incapable de gérer la pression des Celtics et l'arrière Jon McGlocklin à l'infirmerie avec une entorse à la cheville, l'entraîneur des Bucks Larry Costello s'est tourné le peu utilisé Mickey Davis pour la zone arrière. Davis a contré les attaques de Jo Jo White, obligeant l'entraîneur des Celtics Tom Heinsohn à assigner Don Chaney pour le marquer. Cela a permis à Oscar Robertson d'être plus efficace.
Davis a marqué 15 points et Kareem Abdul-Jabbar a pulvérisé les Celtics avec 34 points, 14 rebonds et 6 passes décisives. Milwaukee prit la tête à la mi-temps et l'a gardé pour une victoire 97-89 au Boston Garden, obtenant ainsi l'égalité dans la série avant d'avoir l'avantage du terrain.

#### Match 5
| 7 mai 1974 | Rapport | Celtics de Boston 96, Bucks de Milwaukee 87        | Celtics de Boston 96, Bucks de Milwaukee 87 | Celtics de Boston 96, Bucks de Milwaukee 87   |  | BMO Harris Bradley Center, Milwaukee Affluence : 10 938 |
| 7 mai 1974 | Rapport | Score par quart-temps : 20-15, 25-29, 24-17, 27-16 |                                             |                                               |  | BMO Harris Bradley Center, Milwaukee Affluence : 10 938 |
| 7 mai 1974 | Rapport | Havlicek, Cowens 28 Paul Silas 16                  | Points Rebonds                              | Kareem Abdul-Jabbar 37 Kareem Abdul-Jabbar 11 |  | BMO Harris Bradley Center, Milwaukee Affluence : 10 938 |
| 7 mai 1974 | Rapport | Boston mène la série 3 à 2                         |                                             |                                               |  | BMO Harris Bradley Center, Milwaukee Affluence : 10 938 |

Les Celtics gagnant 96-87 à Milwaukee ont la possibilité de conclure la série lors du prochain match chez eux. John Havlicek et Dave Cowens ont marqué 28 points chacun et Kareem Abdul-Jabbar a marqué 37 points.

#### Match 6
| 10 mai 1974 | Rapport | Bucks de Milwaukee 102, Celtics de Boston 101                            | Bucks de Milwaukee 102, Celtics de Boston 101 | Bucks de Milwaukee 102, Celtics de Boston 101 | 2OT | Boston Garden, Boston Affluence : 10 938 |
| 10 mai 1974 | Rapport | Score par quart-temps : 27-19, 20-21, 22-23, 17-23 - OT1 4-4, OT : 12-11 |                                               |                                               | 2OT | Boston Garden, Boston Affluence : 10 938 |
| 10 mai 1974 | Rapport | Kareem Abdul-Jabbar 34 4 joueurs à 8                                     | Points Rebonds                                | John Havlicek 36 John Havlicek 9              | 2OT | Boston Garden, Boston Affluence : 10 938 |
| 10 mai 1974 | Rapport | Égalité dans la série 3 à 3                                              |                                               |                                               | 2OT | Boston Garden, Boston Affluence : 10 938 |

Dave Cowens commet rapidement des fautes et regarde du banc Milwaukee prendre une avance de 12 points au premier quart-temps. Les Celtics réduisent l'écart en fin de match, et reviennent pour forcer la prolongation. John Havlicek marque pour revenir à 86-86 avec un peu plus d'une minute à jouer. Oscar Robertson est ensuite pénalisé pour violation de la règle des 24 secondes. Dans la première période de prolongation, Milwaukee mène 90-88 lorsque Don Chaney obtient une bonne balle et transmet à Havlicek qui rate le tir mais capte le rebond, marque, permettant aux Celtics de pouvoir disputer une nouvelle prolongation.
Cette deuxième prolongation est acharnée, avec un leader qui change 11 fois. Les Bucks sont les premiers à inscrire des points dans cette période, avant que, Havlicek, neuf des 11 points de son équipe dans cette prolongation, ne donne l'avantage à son équipe par un panier et un lancer franc pour une faute sur son tir.
Mickey Davis marque et les Bucks sont à 100-99 avec 24 secondes à jouer. Les Celtics ont l'avantage de pouvoir tenter un dernier tir. L'entraîneur Tom Heinsohn réclame un temps-mort, mais avec sept secondes à jouer, Havlicek lobe Abdul-Jabbar et marque pour une avance de 101 à 100.
Les Bucks demandent un temps-mort : au lieu de mettre en place un jeu pour Abdul-Jabbar, ils décident de miser sur Jon McGlocklin, Abdul-Jabbar servant de leurre pour créer une ouverture. Toutefois, McGlocklin ne peut pas se libérer et Davis est couvert. Abdul-Jabbar, avec le ballon, se déplace vers la droite, dribble à la ligne de base, déclenche un sky-hook de 6 mètres et marque à deux secondes de la fin. La série est à égalité à trois matchs chacun avant de revenir à Milwaukee.
Havlicek termine la rencontre avec 36 points et Abdul-Jabbar est le meilleur marqueur de son équipe Bucks avec 34 points, dont celui de la victoire.

#### Match 7
| 12 mai 1974 | Rapport | Celtics de Boston 102, Bucks de Milwaukee 87       | Celtics de Boston 102, Bucks de Milwaukee 87 | Celtics de Boston 102, Bucks de Milwaukee 87  |  | BMO Harris Bradley Center, Milwaukee Affluence : 10 938 |
| 12 mai 1974 | Rapport | Score par quart-temps : 22-20, 31-20, 18-26, 31-21 |                                              |                                               |  | BMO Harris Bradley Center, Milwaukee Affluence : 10 938 |
| 12 mai 1974 | Rapport | Dave Cowens 28 Dave Cowens 14                      | Points Rebonds                               | Kareem Abdul-Jabbar 26 Kareem Abdul-Jabbar 13 |  | BMO Harris Bradley Center, Milwaukee Affluence : 10 938 |
| 12 mai 1974 | Rapport | Boston gagne la série 4 à 3                        |                                              |                                               |  | BMO Harris Bradley Center, Milwaukee Affluence : 10 938 |

L'avantage du terrain se montre peu dans cette série. Les Celtics ont décidé d'abandonner l'homme-à-homme en défense et de double et triple contre Kareem Abdul-Jabbar, qui a encore marqué 26 points. Cela a libéré Dave Cowens sur le plan offensif, avec une réussite de 8 sur 13 aux tirs dans la première mi-temps pour finir avec 28 points et 14 rebonds. John Havlicek a ajouté 16 points qui ont mené les Celtics à une victoire facile 102-87 et leur premier titre de l'ère post-Russell.

## Statistiques

### Saison régulière
| Joueur         | MJ | MC | MPG  | FG%  | 3P% | FT%  | RPG  | APG | SPG | BPG | PPG  |
| -------------- | -- | -- | ---- | ---- | --- | ---- | ---- | --- | --- | --- | ---- |
| Don Chaney     | 81 |    | 27.9 | .464 |     | .828 | 4.7  | 2.2 | 1.0 | 0.8 | 10.4 |
| Dave Cowens    | 80 |    | 41.9 | .437 |     | .832 | 15.7 | 4.4 | 1.2 | 1.3 | 19.0 |
| Steve Downing  | 24 |    | 5.7  | .328 |     | .579 | 1.6  | 0.5 | 0.2 | 0.0 | 2.7  |
| Hank Finkel    | 60 |    | 7.1  | .462 |     | .651 | 2.3  | 0.5 | 0.1 | 0.1 | 2.5  |
| Phil Hankinson | 28 |    | 5.8  | .485 |     | .769 | 1.8  | 0.1 | 0.1 | 0.0 | 3.9  |
| John Havlicek  | 76 |    | 40.7 | .456 |     | .832 | 6.4  | 5.9 | 1.3 | 0.4 | 22.6 |
| Steve Kuberski | 78 |    | 12.6 | .427 |     | .775 | 3.0  | 0.5 | 0.1 | 0.1 | 5.1  |
| Don Nelson     | 82 |    | 21.3 | .508 |     | .788 | 4.2  | 2.0 | 0.2 | 0.2 | 11.5 |
| Paul Silas     | 82 |    | 31.7 | .440 |     | .783 | 11.2 | 2.3 | 0.8 | 0.2 | 11.5 |
| Paul Westphal  | 82 |    | 14.2 | .501 |     | .732 | 1.7  | 2.1 | 0.5 | 0.4 | 7.2  |
| Jo Jo White    | 82 |    | 39.5 | .449 |     | .837 | 4.3  | 5.5 | 1.3 | 0.3 | 18.1 |
| Art Williams   | 67 |    | 9.2  | .435 |     | .844 | 1.7  | 2.4 | 0.7 | 0.0 | 2.6  |

### Playoffs
| Joueur         | MJ | MC | MPG  | FG%  | 3P% | FT%   | RPG  | APG | SPG | BPG | PPG  |
| -------------- | -- | -- | ---- | ---- | --- | ----- | ---- | --- | --- | --- | ---- |
| Don Chaney     | 18 |    | 30.3 | .461 |     | .820  | 4.3  | 2.2 | 1.3 | 0.5 | 9.5  |
| Dave Cowens    | 18 |    | 42.9 | .435 |     | .797  | 13.3 | 3.7 | 1.2 | 0.9 | 20.5 |
| Steve Downing  | 1  |    | 4.0  | .500 |     |       | 2.0  | 0.0 | 0.0 | 0.0 | 2.0  |
| Hank Finkel    | 8  |    | 5.8  | .444 |     | 1.000 | 1.3  | 0.4 | 0.1 | 0.0 | 2.1  |
| Phil Hankinson | 2  |    | 2.5  | .500 |     | 1.000 | 0.5  | 0.0 | 0.0 | 0.5 | 3.0  |
| John Havlicek  | 18 |    | 45.1 | .484 |     | .881  | 6.4  | 6.0 | 1.3 | 0.3 | 27.1 |
| Steve Kuberski | 9  |    | 7.7  | .200 |     | .500  | 2.2  | 0.2 | 0.1 | 0.1 | 1.7  |
| Don Nelson     | 18 |    | 25.9 | .500 |     | .774  | 5.4  | 1.9 | 0.4 | 0.2 | 11.4 |
| Paul Silas     | 18 |    | 31.9 | .397 |     | .830  | 10.6 | 2.6 | 0.7 | 0.5 | 8.0  |
| Paul Westphal  | 18 |    | 13.4 | .460 |     | .733  | 1.2  | 1.7 | 0.4 | 0.1 | 5.7  |
| Jo Jo White    | 18 |    | 42.5 | .426 |     | .739  | 4.2  | 5.4 | 0.8 | 0.1 | 16.6 |
| Art Williams   | 12 |    | 8.0  | .370 |     | .875  | 1.9  | 2.4 | 0.6 | 0.0 | 2.3  |

## Récompenses
- John Havlicek est nommé dans la All-Defensive First Team et obtient le titre de MVP des Finales.
- Don Chaney est nommé dans la All-Defensive Second Team.